# 이중위험금지
이중위험금지(영어: double jeopardy)란 같은 죄로 두 번 기소당하는 것을 금지하는 법리이다.

## 미국
미국의 경우 미국연방헌법 수정조항 제5조에는 이중위험금지를 다음과 같이 명시하고 있다.
"누구라도 동일한 범행으로 생명이나 신체에 대한 위협을 재차 받지 아니하며, 어떠한 형사 사건에 있어서도 자기에게 불리한 증언을 강요당하지 아니하며, 누구라도 정당한 법의 절차에 의하지 아니하고는 생명, 자유 또는 재산을 박탈당하지 아니한다."

이는 정부의 권력남용을 막기 위한 것이고 기판력의 법리에 따라 한번 판결이 난 사건을 다시 판결하지 않는 원칙에도 부합한다. 연방법원과 주법원에서 같은 행위로 인해 이중처벌을 받는 것은 허용되는데 그 이유는 주정부와 연방정부는 독립한 주권을 지닌 체제이기 때문이다.  이중위험금지를 판단하는 기준은 만일 두 범죄에 각각 다른 추가적인 증거가 필요하다면 두 범죄의 공격 행위는 같은 것이 아니라는 것이다.
소년법원에서 유죄판결을 받은 경우에도 이중위험금지 원칙이 적용되어 피고인이 성인이 된 후 같은 행위에 대해 다시 재판 받지 않는다.

### 관련판례
- Benton v. Maryland, 395 U.S. 784 (1969)[깨진 링크(과거 내용 찾기)]
- Palko v. Connecticut, 302 U.S. 319 (1937)[깨진 링크(과거 내용 찾기)]

### 동일한 죄명
각각의 범죄가 추가의 구성요건에 대한 증거를 요구하지 않으면 동일한 죄명으로 간주한다. 상해죄 유죄 판결을 받은 후 피해자가 사망한 경우, 피고인을 살인죄로 기소하는 것은 가능하다. 또 중한 범죄가 첫 범죄 중 발생하지 않거나 성실한 노력에도 불구하고 발견되지 않았다면 이중위험금지의 예외로 경한 범죄에 대해서 기소할 수 있다.

### 불이익변경 가능
이중위험금지 원칙으로 항소심은 1심에서 유죄를 선고받은 범죄보다 중한 범죄로 피고인을 기소할 수 없다. 다만 1심부터 높은 형을 선고하는 것은 보복성이 아닌 한 가능하다.

### 민사소송
민사재판에는 적용되지 않는다.

## 한국
이중처벌금지의 원칙이라고 불린다.

### 판례
- 형벌과 보호감호는 다같이 신체의 자유를 박탈하는 수용처분이라는 점에서 서로 유사한 점이 있기는 하지만 그 본질, 추구하는 목적과 기능이 다른 별개의 제도이므로 형벌과 보호감호를 서로 병과하여 선고한다 하여 이중처벌금지의 원칙에 위반되는 것은 아니다.[2]

- 당국의 허가 없이 한 건축행위에 대해서 형사처벌을 가하고 이러한 위법건축물에 대한 시정명령에 응하지 않은 경우 다시 과태료를 부과한다고 해서 이것이 이중처벌금지의 원칙에 반하는 것은 아니다.[3]

- 헌법 제13조 제1항 후단에 규정된 일사부재리 또는 이중처벌금지의 원칙에 있어서 처벌이라고 함은 원칙적으로 범죄에 대한 국가의 형벌권 실행으로서의 과벌을 의미하는 것이고 국가가 행하는 일체의 제재나 불이익처분이 모두 그에 포함된다고는 할 수 없으므로 이 사건 법률조항에 의하여 급여를 제한한다고 하더라도 그것이 헌법이 금하고 있는 이중적인 처벌에 해당하는 것은 아니라고 할 것이다[4]

## 같이 보기
- 에밋 틸 피살 사건

## 참고 문헌
- 이상윤, 영미법 - 개정판, 박영사, 2000. (ISBN 8910451602)